# Comuna Molodînce, Jîdaciv
Molodînce (în ucraineană Молодинче) este o comună în raionul Jîdaciv, regiunea Liov, Ucraina, formată din satele Ceremhiv, Molodînce (reședința), Novoselți și Pidliskî.

## Demografie
Componența lingvistică a comunei Molodînce
     Ucraineană (100%)
Conform recensământului din 2001, toată populația comunei Molodînce era vorbitoare de ucraineană (100%).